# Thomas-Dachser-Gedenkpreis
Der Thomas-Dachser-Gedenkpreis (früher Bürgerpreis) ist ein Kunstpreis, der seit 1969 auf der Kemptener Kunstausstellung verliehen wird.
Er entstand 1969 als privat initiierter und finanzierter Bürgerpreis zur Künstlerförderung. Fünf Jahre wurde der anfangs mit 1.200 DM dotierte Kunstpreis von dem Käsefabrikanten und Künstler Karl Hoefelmayr gestiftet, bis sich der Kemptener Transportunternehmer Thomas Dachser der Preisvergabe annahm. Seit dessen Tod stiftet das Unternehmen Dachser den Kunstpreis, der seit 1981 Thomas-Dachser-Gedenkpreis heißt und inzwischen mit 4.000 Euro dotiert ist.

## Preisträger
- 2024 Brigitte Guggenmos[2]

- 2023: Agathe Haslach[4]
- 2022: Cornelia Brader (* 1974)[5]
- 2021: Guido Weggenmann (* 1980)[6]
- 2020: Carin Stoller (* 1950)[7]
- 2019: Kathrin Ganser
- 2018: Isolde Egger
- 2017: Ralf Dieter Bischoff (* 1981)
- 2016: Peter Krusche (* 1957)
- 2015: Angelika Böhm-Silberhorn (* 1958)
- 2014: Manfred Küchle
- 2013: Max Schmelcher
- 2012: Matthias Buchenberg
- 2011: Tobias Wooton
- 2010: Walter Mack (* 1961)
- 2009: Angela Lohr (* 1952)
- 2008: Uli Scheitenberger (* 1962)
- 2007: Stefan Winkler (* 1968)
- 2006: Regine Schirmer (* 1937)
- 2005: Magdalena Willems-Pisarek (* 1972)
- 2004: Hartmut Klein (* 1955)
- 2003: Josef Kirchmaier (* 1957)
- 2002: Wolfgang Scherer (* 1945)
- 2001: Christa Kyrein-Fröhlich (* 1944)
- 2000: Nicolas Goodwolf (* 1970)
- 1999: Jürgen Moos giorgio (* 1954)
- 1998: Karl K. Maurer (* 1956)
- 1997: Peter Paul Huf (* 1940)
- 1996: Edith Baumann (1942–2008)
- 1995: Helmuth Krusche (1927–1997)
- 1994: Stefanie Siering (* 1965)
- 1993: Jacob Zöllner (* 1956)
- 1992: Eberhard Weible (* 1963)
- 1991: nicht vergeben
- 1990: Hannes Arnold (* 1953)
- 1989: Eckard Wagner (* 1945)
- 1988: Diether Kunerth (* 1940)
- 1987: Gertraud Küchle-Braun (* 1943)
- 1986: Peter Geiger (* 1946)
- 1985: Hans Horst Beckert (1902–1986)
- 1984: Hansjörg Schäfer (* 1957)
- 1983: Ernst Waldner (* 1949)
- 1982: Roswitha Asche (1938–2006)
- 1981: Manfred Wagner (* 1943)
- 1980: Luis Gurschler (1913–2000)
- 1979: Gottfried Andreas Herrmann (1907–2003)
- 1978: Michael Schmid (* 1947)
- 1977: Wolfram Diehl(* 1941)
- 1976: Peter Krusche (* 1953)
- 1975: Horst Heilmann (* 1944)
- 1974: Ingeborg Heintze-Kress (* 1926)
- 1973: Irmgard Schmidt (1902–1996)
- 1972: Theo Bechteler (1903–1993)
- 1971: Hans Horst Beckert (1902–1986)
- 1970: Agnes Auffinger (* 1934)
- 1969: Hans Erwin Steinbach